# Combate de Martín García (1859)
El combate de Martín García, librado el 14 de octubre de 1859 en aguas de esa isla del Río de la Plata, enfrentó a las escuadras de la Confederación Argentina y del Estado de Buenos Aires en el marco de la guerra provocada por el desconocimiento del gobierno porteño de las autoridades nacionales.

## Antecedentes
Al reiniciarse el conflicto el gobierno rebelde reforzó rápidamente su escuadra y bloqueó la capital nacional, Paraná impidiendo el cruce del ejército de Justo José de Urquiza pero tras la Sublevación del Pinto a comienzos de julio la situación se revirtió y los restos de la escuadra al mando de Antonio Susini permanecieron estacionado en San Nicolás de los Arroyos haciendo frente al ahora enemigo vapor Pinto que dominaba aguas arriba.
Mientras, la Confederación terminaba de armar una nueva escuadra en Montevideo con buques adquiridos en esa plaza y en Río de Janeiro a pesar de las protestas de Buenos Aires por lo que consideraban una infracción a la neutralidad, argumento desechado por los gobiernos vecinos que no daban entidad a la provincia rebelde.
Como demostración de fuerza, entre el 10 y el 12 de agosto buques de la escuadra nacional al mando de Mariano Cordero efectuaron incursiones en la rada misma del puerto de Buenos Aires apresando al pontón Castelli, que fue llevado a Colonia del Sacramento, y entre el 22 y el 26 la escuadra de Susini se presentó frente a Colonia, donde represó al Castelli, y Montevideo para devolver la provocación.
En septiembre y octubre se produjeron intercambios de artillería frente a Rosario (Argentina) con las tropas y buques de Urquiza que finalizaban su despliegue y un bombardeo de la ciudad por parte de 6 buques rebeldes, entre ellos el Constitución (Luis Py), 25 de Mayo (Diego Pedraza), Rio Bamba y Buenos Aires, que causó algunos daños en el centro de la población.
Mientras Susini permanecía con el grueso de la escuadra porteña en aguas de Rosario, finalizaban los preparativos de la escuadra alistada en Montevideo que al mediodía del 12 de octubre de 1859 zarpaba aguas arriba rumbo al río Paraná transportando también un importante cargamento de cañones, municiones y pertrechos.

### Se fuerza el paso
El 14 de octubre de 1859 la escuadra nacional al mando de Mariano Cordero enfrentaba el paso de la isla de Martín García, dominada por Buenos Aires.
La escuadra nacional estaba compuesta de los vapores Salto, insignia, al mando directo de Santiago Baudrix (2 de a 32 y 2 de a 12), Hércules (Bartolomé Cordero, 5 cañones de avancarga de a 32), Pampero (Santiago Maurice, 11 cañones) y Menay (Julio Fonrouge), la barca Concepción (Augusto Liliedal) y la goleta Argos (Dionisio Invierno), estos dos últimos remolcados por los vapores.
La isla estaba ocupada por tropas al mando del coronel Martín Arenas secundado por el sargento mayor José Jauregui y defendida por cuatro baterías de moderna artillería, nombradas Arena, Lavalle, Constitución y Buenos Aires con un total de 17 bocas de fuego. A otro lado del canal se desplegaron los buques porteños, los patachos San Nicolás (Mariano Clavelli, 1 cañón de a 12) y Yeruá (ex Rápido) (José María Manzano, 5 cañones) y el recuperado pontón Castelli (Plácido Goldriz, 14 cañones).
Mientras el Salto con la Concepción a remolque y el Hércules enfrentaban las baterías, los restantes buques se dirigieron contra las naves enemigas.
El Pampero espoloneó de popa al Yeruá abriéndole un rumbo y estuvo a punto de abordarlo pero el intenso fuego lo forzó a separarse con gran número de bajas, entre ellas su comandante Maurice que perdió la vida.
Frente a las baterías, ya próximos a salir de la línea de fuego, una bala cortó el remolque de la Concepción. El Hércules consiguió tomarlo pero otra bala cortó la cadena del timón, dejándolo sin gobierno, y los disparos hirieron a Bartolomé Cordero, pese a lo cual consiguió mantener el rumbo con la barca hasta salir del alcance de las baterías. El Salto también sufrió bajas, entre ellas el capitán Enrique Victorica, ayudante de órdenes de Mariano Cordero, quien resultó herido.
Tras dos horas la escuadra nacional había conseguido forzar el paso exitosamente. Las pérdidas de la Confederación eran de 24 hombres y averías de escasa importancia, mientras que las de Buenos Aires ascendían a 26 (8 muertos y 18 heridos), casi todos del Yeruá.
La división de la Confederación siguió río arriba y tras seguir por el brazo del Ibicuy para eludir a la escuadra de Susini que cerraba el paso de Carbonell, salió al Paraná y consiguió arribar sin contratiempos a Rosario, dando el dominio del río a la Confederación.